# Pertti Ukkola
Pertti Ukkola, född den 10 augusti 1950 i Sodankylä, Finland, är en finländsk brottare som tog OS-guld i bantamviktsbrottning i den grekisk-romerska klassen 1976 i Montréal. 